# Medcom
Medcom – polski producent urządzeń energoelektronicznych dużych mocy z siedzibą w Warszawie. Firma powstała w 1988 roku i specjalizuje się w produkcji urządzeń energoelektronicznych dla transportu publicznego (kolej, tramwaje, metro, trolejbusy i autobusy elektryczne), a także dla przemysłu i energetyki.

## Charakterystyka
Medcom dostarcza swoje produkty do ponad 30 krajów, a eksport generuje około 30% obrotów firmy. Od 2010 posiada spółkę zależną w Brazylii (Medcom Serviços e sistemas de tração).
Produkty Medcom wykorzystywane są przez polskich producentów pojazdów szynowych (np. PESA, Newag) i autobusów elektrycznych (Solaris), ale także przez międzynarodowe koncerny (np. Hyundai Rotem, Siemens) oraz wielu producentów na lokalnych rynkach (MTTrens w Brazylii, KVZS na Ukrainie czy Bozankaya w Turcji).
W listopadzie 2016 Medcom, wraz z grupą kilku polskich przedsiębiorstw i uczelni wyższych, podpisał list intencyjny o utworzeniu klastra na rzecz rozwoju elektromobilności o nazwie „Polski Autobus Elektryczny – łańcuch dostaw dla elektromobilności”. Celem klastra jest współpraca na rzecz rozwoju e-mobilności, a w szczególności autobusów elektrycznych i komponentów służących do ich budowy, bazujących na rozwiązaniach technicznych wypracowanych w Polsce.
W 2016 miesięcznik Forbes sklasyfikował Medcom na 94 pozycji w rankingu 100 największych polskich firm prywatnych.
W 2017 Politechnika Warszawska otworzyła we współpracy z Medcomem nowy kierunek studiów podyplomowych o nazwie Energoelektronika.

## Technologia SiC
Medcom jest jedną z kilku polskich firm w branży, która oferuje produkty w technologii węgliku krzemu (SiC). Pierwszy produkt oparty na komponentach z węgliku krzemu Medcom zaprezentował w 2014 – była to przetwornica statyczna do tramwajów PSM-35 SiC. Rok później powstała przetwornica tramwajowa PSM-75 SiC, a w 2016 w ofercie pojawił się falownik trakcyjny zintegrowany z przetwornicą pomocniczą dla autobusów elektrycznych (FT-160-600 / PSM-42), który został wykonany w technologii full SiC.
W 2017 Medcom rozpoczął prace nad kolejnym produktem w technologii SiC – wielosystemowym układem napędowym i zasilania przeznaczonym do elektrycznych zespołów trakcyjnych. Projekt jest współfinansowany z programu INNOTABOR i ma być gotowy za 3 lata.

## Działalność
Produkty dla transportu publicznego
- Falowniki trakcyjne
- Przetwornice pomocnicze
- Systemy sterowania i monitorowania pojazdu (TCMS)
- Ładowarki do akumulatorów/zasilacze buforowe
- Przetwornice DC/DC oraz zasilacze DC
- Filtry aktywne dużej mocy
- Przetwornice rekuperacyjne
- Ultrakondensatorowe i akumulatorowe systemy magazynowania energii E-recycler
- Falowniki hybrydowe do współpracy z magazynami energii
- Ładowarki do pojazdów elektrycznych

Produkty dla branży energetycznej i przemysłu
- Zasilacze buforowe serii ZB (w tym wersje dużej mocy)
- Falowniki z serii FM, FPM, FPTM
- Przetwornice DC/DC
- Szybkie łączniki bezstykowe „static switch”
- Filtry aktywne serii FA i FA-3
- Urządzenia monitorujące i kontrolno-pomiarowe
- Magazyny energii
- Inwertery hybrydowe

## Nagrody i wyróżnienia
- Nagroda Gospodarcza Prezydenta Rzeczypospolitej Polskiej dla Najlepszego Małego Przedsiębiorstwa (2001)[10]
- Medal Międzynarodowych Targów ENERGETAB 99
- Nagroda Premiera RP – Polski Produkt Przyszłości 1999 dla Filtru aktywnego FA-2000[11]
- Statuetka „Lwa” Fundacji im. Kazimierza Szpotańskiego (2014)[12]
- Nagrody i wyróżnienia targów TRAKO[13]

## Rekordy
- W 2013 elektryczny zespół trakcyjny 31WE wyprodukowany przez Newag dla Kolei Dolnośląskich jako pierwszy pojazd polskiej konstrukcji, przekroczył barierę 200 km/godz.[14] System zasilania i sterowania pojazdu zaprojektowała i wykonała firma Medcom.
- W 2015 EZT Impuls 45WE, wyprodukowany przez Newag na zlecenie Kolei Mazowieckich pobił rekord prędkości (226 km/h) na torze testowym i jest najszybszym pojazdem pasażerskim wyprodukowanym w Polsce[15]. Medcom zaprojektował i dostarczył system napędowy, zasilania i sterowania pojazdem.